# Bohnenähnliches Jochblatt

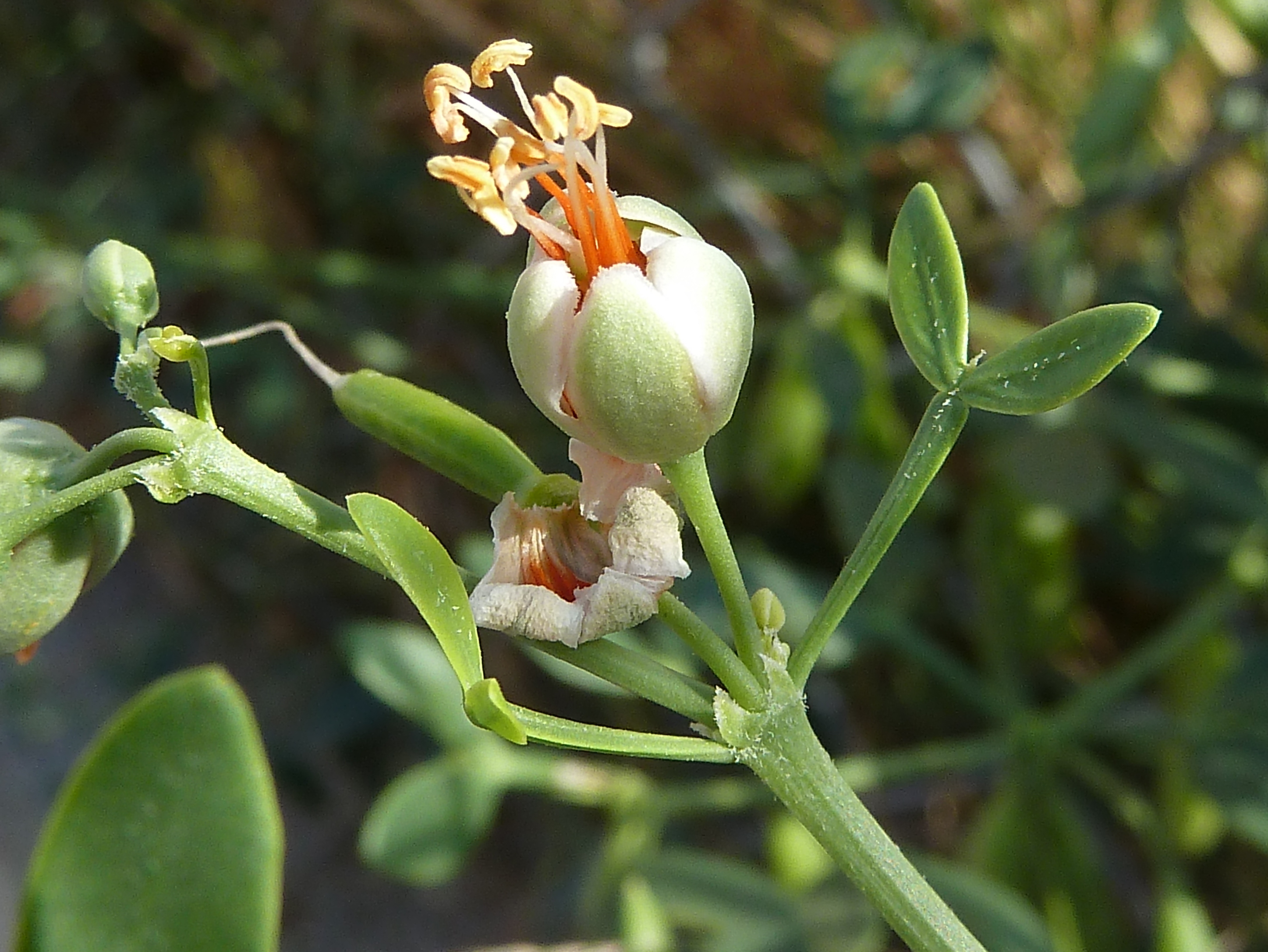
Blüte

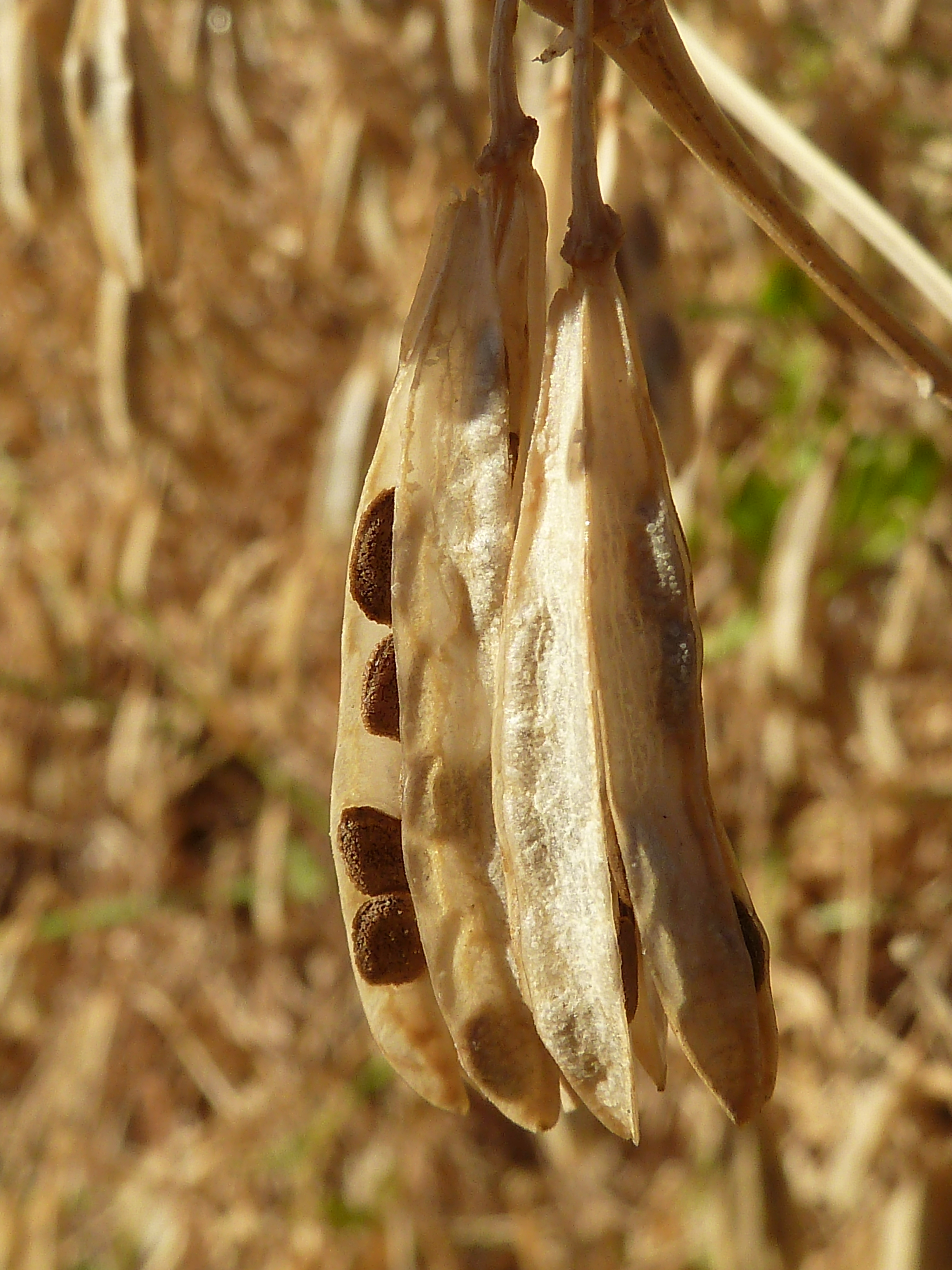
Früchte mit Samen

Das Bohnenähnliche Jochblatt (Zygophyllum fabago) ist eine Pflanzenart aus der Gattung Jochblatt (Zygophyllum).

## Beschreibung
Das Bohnenähnliche Jochblatt ist eine mehrjährige, krautige Pflanze, die Wuchshöhen zwischen 50 und 100 Zentimetern erreicht. Der Stängel ist kahl und verzweigt. Die streifigen Triebe sind basal stark verzweigt, oben aber aufsteigend. 
Die gegenständigen, gestielten Laubblätter sind zweizählig an zwischen 12 und 15 mm langen, abgeflachten Stielen. Die Nebenblätter sind klein und membranös. Die fast sitzenden, ganzrandigen, ledrigen, leicht fleischigen, kahlen Blättchen sind eiförmig bis verkehrt-eiförmig, stumpf bis eingebuchtet, manchmal feinstachelspitzig, und zwischen 15 und 26 mm lang sowie 10 bis 18 mm breit.
Die Art blüht von Mai bis September mit gelben, gestielten und büschelig, achselständigen Blüten. Die fünfzähligen Blüten sind zwittrig mit doppelter Blütenhülle.
Die fünf Kelchblätter sind eiförmig bis elliptisch und zwischen 6 und 8 mm lang sowie 3,5 bis 4,5 mm breit. Sie sind stumpf und am Rand weißlich  häutig. Die fünf aufrechten, weiß-orangen und stumpfen Kronblätter sind verkehrt-eiförmig und von gleicher Länge wie die Kelchblätter. Die vorstehenden Staubblätter sitzen an 10 bis 12 mm langen Filamenten mit einer länglichen, zerschlitzten, orangen und papillösen Schuppe an der Basis. Die fünf oberständigen Fruchtblätter bilden einen kantigen, mehrkammerigen, etwa 4 mm langen Fruchtknoten. Der vorstehende Griffel ist ebenso lang wie der Fruchtknoten. 
Es werden vielsamige, spindelförmige bis längliche oder verkehrt-eiförmige, rippige, zwischen 20 und 35 mm lange sowie 4 bis 6 mm breite, kahle Kapselfrüchte gebildet. Die kleinen, abgeflachten, bräunlichen Samen sind ei- bis halbmondförmig, etwa 3–4 mm lang und fein texturiert, feingrubig. Sie werden zwischen August und Oktober ausgestreut.
Die Chromosomenzahl beträgt 2n = 22.

## Verbreitung
Das Verbreitungsgebiet reicht von Nordafrika über Arabien, Syrien, Iran, Irak, Russland, Rumänien, die Türkei bis Pakistan und Afghanistan. Auf Sardinien, in Frankreich und Spanien ist die Art ein Neophyt. Auch in vielen Gebieten in den Vereinigten Staaten ist das Bohnenähnliches Jochblatt eine invasive Pflanze.
Die Art braucht einen leichten bis mittleren, trockenen Boden. Sie kann nicht an schattigen Plätzen wachsen und ist auch nicht besonders kältetolerant.

## Ökologie
Nach der Flora of North America soll die Art auf Schwermetallböden Kadmium akkumulieren können.

## Kultur
Die Blütenknospen des bohnenähnlichen Jochblattes können als Kapernersatz verwendet werden und finden als Gewürz Anwendung.